# سارهای سیاه‌براق
سارهای سیاه‌براق (نام علمی: Onychognathus) نام یک سرده از تیره ساران است.